# 杨辛 (1920年)
杨辛（1920年—）。曾用名杨瑞武，男，回族，山东枣庄人，经名哈吉·阿里·穆哈默德·杨辛，中华人民共和国政治人物，曾任宁夏回族自治区政协副主席。